# Fuerzas Terrestres de la Armada Imperial Japonesa

Insignia naval del Imperio del Japón.

Las Fuerzas Terrestres de la Armada Imperial Japonesa de la Segunda Guerra Mundial eran unidades de combate terrestres que consistían en personal naval organizado para operaciones ofensivas y para la defensa de las instalaciones navales japonesas tanto en el extranjero como en el archipiélago japonés. Consistían en lo siguiente:
- La Fuerza de Desembarco Naval (海軍陸戦隊 Kaigun-rikusen-tai) también conocida como Grupos de Desembarco Naval: eran pequeñas unidades ad hoc formadas por tripulaciones de barcos para uso temporal en tierra.
- Fuerzas Navales Especiales Japonesas (海軍特別陸戦隊 Kaigun-tokubetsu-rikusen-tai) los marines japoneses. Los japoneses formaron alrededor de treinta y cinco de estas unidades del tamaño de un batallón (alrededor de 650 a 1.200 hombres) durante la guerra. Aquellas unidades que se formaron antes del inicio de la guerra tuvieron algún entrenamiento en asalto, pero a medida que la guerra progresó, la calidad de las tropas y el entrenamiento disminuyeron y se usaron únicamente para tareas de defensa y guarnición. También había un pequeño número de unidades de Paracaidistas de las Tropas paracaidistas de la Armada Imperial Japonesa, que estaban compuestas por marineros con entrenamiento especial para operaciones aéreas. Los Rikusentai no estaban entrenados para llevar a cabo operaciones anfibias. Aunque a menudo se los denominaba "infantes de marina japoneses", no eran un servicio militar separado, como el Cuerpo de Marines de los Estados Unidos o los Royal Marines del Reino Unido.
- La Fuerza Naval Especial Combinada: combinó varias unidades de las Fuerzas Navales Especiales en una unidad de tamaño de brigada con mayor poder de fuego. Había alrededor de cinco de estas cuando terminó la guerra.
- La Fuerza de Base (根拠地隊 Konkyo-chitai) y la Fuerza Especial de Base (特別根拠地隊 Tokubetsu-konkyo-chitai) brindaron una variedad de servicios tanto administrativos como tácticos en áreas fuera de Japón, Corea y Formosa. Los japoneses levantaron alrededor de cincuenta de estas unidades, que variaron en tamaño de 250 a 1.500 hombres dependiendo de la ubicación y la función. La Fuerza de Base también podría incluir unidades a flote.
- Unidades de Defensa (防備隊 Bōbi-tai) unidades de entre 250 y 2.000 hombres organizados para la defensa de instalaciones navales y áreas de importancia estratégica dentro de Japón. Algunas Unidades de Defensa incluían emplazamientos de artillería y otras controlaban los campos de minas en aguas japonesas.

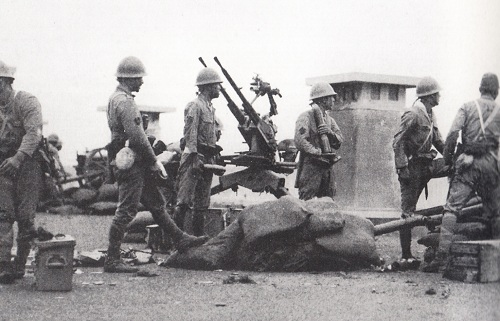
Infantería de Marina Japonesa operando la artillería.

- Unidades de Guardia (警備隊 Keibi-tai) de 100 a 1.500 unidades de hombres responsables de la defensa terrestre de las instalaciones de la Marina Imperial Japonesa. Fueron frecuentemente asignados a las Fuerzas de Base y las Fuerzas Especiales de Base. Los japoneses levantaron alrededor de cien de estas unidades. Muchas de estas unidades jugaron un papel importante en la defensa de las islas japonesas durante las últimas etapas de la guerra, como el Iwo Jima Keibi-tai que constaba de 1.000 hombres liderados por el Capitán Samaji Inouye.Infantería de Marina Japonesa operando la artillería.Unidades de Defensa Antiaérea (防空隊 Bōkū-tai) unidades de artillería antiaérea de 200–350 hombres. Había tres tipos que diferían según el número y el tipo de armas antiaéreas asignadas. Los japoneses formaron más de doscientas de estas unidades, que estaban ubicadas principalmente en áreas fuera de Japón, Formosa y Corea. Por lo general, estaban asignadas a las Fuerzas de Base, las Fuerzas Especiales de Base, Fuerzas Navales Especiales y Unidades de Guardia.
- Los Batallones de Construcción (設営隊 Setsuei-tai) construyeron y repararon instalaciones navales de todo tipo, incluidas pistas de aterrizaje, cuarteles, depósitos de municiones y depósitos de combustible en islas remotas, así como las principales bases navales de Japón. La mayoría del personal eran empleados civiles y desarmados. Las unidades también incluían ingenieros navales que supervisaban las operaciones y marineros que custodiaban la unidad, ambos ligeramente armados para la defensa. Los Batallones de Construcción a menudo utilizaban mano de obra local cuyo servicio era obligatorio.
- Las Unidades de Comunicaciones (通信隊 Tsūshin-tai) de 100–2,000 hombres estaban estacionadas en tierra para proporcionar comunicaciones entre las instalaciones navales de Japón y desde y hacia las flotas y barcos en el mar.
- Las Unidades Tokeitai de la Armada desempeñaron funciones ordinarias de policía militar en instalaciones navales y territorios ocupados; también trabajaron con el Kenpeitai del Ejército Imperial Japonés, la Keishi-chō y las unidades secretas Tokkō en asuntos relacionados con la seguridad, la recopilación de inteligencia y la contrainteligencia.
- Las Baterías de Artillería Antiaérea (高射砲中隊 Koshaho Chutai) eran unidades de cuarenta o cincuenta hombres organizados para la defensa aérea de instalaciones importantes y estaban subordinados a los Sectores de la Defensa Aérea, que a su vez estaban subordinados a las Unidades de Defensa. Estas baterías estaban separadas del mencionado Bobitai. Varios cientos de ellos existían al final de la guerra.